# Hrabstwo Piscataquis
Hrabstwo Piscataquis (ang. Piscataquis County) – hrabstwo w stanie Maine w Stanach Zjednoczonych. Zostało założone w 1838 roku.

## Geografia
Obszar całkowity hrabstwa obejmuje powierzchnię 4377,36 mil² (11 337,31 km²). Według szacunków United States Census Bureau w roku 2009 miało 16 795 mieszkańców. Jego siedzibą administracyjną jest Dover-Foxcroft.

## Miasta
- Abbot
- Atkinson
- Beaver Cove
- Bowerbank
- Brownville
- Dover-Foxcroft
- Greenville
- Guilford
- Milo
- Medford
- Monson
- Parkman
- Sangerville
- Sebec
- Shirley
- Wellington
- Willimantic

## CDP
- Dover-Foxcroft
- Greenville
- Guilford
- Milo